# Nanbu (Aomori)
Nanbu (南部町?) è una cittadina giapponese della prefettura di Aomori.